# Jogos Olímpicos de Verão de 2020
Jogos Olímpicos de Verão de 2020 (japonês: 第三十二回オリンピック競技大会;, Hepburn: Dai Sanjūni-kai Orinpikku Kyōgi Taikai), conhecidos oficialmente como os Jogos da XXXII Olimpíada, mais comumente Tóquio 2020, foi um evento multiesportivo realizado durante o verão de 2021 devido à pandemia de COVID-19, na região metropolitana de Tóquio, Japão. A escolha da sede foi feita durante a 125ª Sessão do Comitê Olímpico Internacional, que aconteceu em Buenos Aires, Argentina, em 7 de setembro de 2013.
A região metropolitana de Tóquio sediou os Jogos Olímpicos de Verão de 1964, sendo assim, a primeira cidade a sediar os Jogos Olímpicos duas vezes na Ásia. Além disso, esta foi a quarta edição dos Jogos a serem realizados no Japão. Juntamente com os Jogos de Verão de 1964, o Japão já sediou duas vezes os Jogos Olímpicos de Inverno. A primeira vez foi Sapporo 1972 e a segunda vez foi Nagano 1998.
Os Jogos de 2020 foram a segunda edição de três edições consecutivas no Extremo Oriente, seguindo os Jogos Olímpicos de Inverno de 2018 em Pyeongchang, Coreia do Sul, e posteriormente a esta edição os Jogos Olímpicos de Inverno de 2022, realizados em Pequim, capital da China, e sendo a oitava vez em que foram realizados na região da Ásia-Pacífico.
Os Jogos estavam marcados para o período de 24 de julho a 9 de agosto de 2020, com os primeiros eventos marcados para terem início no dia 22 de julho. Porém, em 24 de março de 2020, os jogos foram adiados para o verão de 2021 por conta dos efeitos da pandemia de COVID-19, o que marcou a primeira vez na história que um evento olímpico foi adiado (ao invés de cancelado) e ocorrendo em um ano ímpar, ou seja, fora do ciclo olímpico. Mesmo com o adiamento, os Jogos tiveram seu nome e marca mantidos como "Tóquio 2020". Em 30 de março de 2020, foram definidas as novas datas: 23 de julho a 8 de agosto de 2021. Este adiamento também afetou as datas dos Jogos Paralímpicos, que também foram transferidos para o verão de 2021.

## Processo de seleção
O processo de seleção da cidade-sede dos Jogos Olímpicos de Verão de 2020 aconteceu no período de janeiro de 2011 a setembro de 2013, segundo cronograma divulgado pelo Comitê Olímpico Internacional (COI). Em 14 de fevereiro de 2012, um dia antes da data para apresentar as garantias governamentais ao COI, a candidatura de Roma foi reprovada pelo então primeiro-ministro italiano Mario Monti, forçando a desistência da cidade. Ao final do prazo, três cidades europeias (Madrid, Istambul e Bacu) e duas asiáticas (Tóquio e Doha) oficializaram a sua postulação. Após seleção criteriosa do COI, foi anunciado, em 23 de maio de 2012, em um encontro em Quebec, no Canadá, que Istambul, Madri e Tóquio passariam de cidades postulantes para cidades candidatas.

### Eleição
O CO convocou a eleição para selecionar a cidade-sede do torneio em 7 de setembro de 2013, durante a sua 125ª Sessão no Hilton Hotel em Buenos Aires, Argentina. Nenhuma cidade atingiu maioria absoluta dos votos no primeiro turno, terminando com Tóquio na primeira colocação, atingindo 45% dos votos válidos, e Madrid e Istambul empataram em segundo lugar com 27,5% dos votos válidos para cada. No turno de desempate, Istambul venceu com 52% dos votos válidos, passando para o segundo turno com Tóquio. Na votação final, Tóquio, foi selecionada com 60 votos favoráveis, correspondendo a 62% dos votos, enquanto Istambul conseguiu 36 votos.
| Jogos da XXXII Olimpíada 125ª Sessão do Comitê Olímpico Internacional 7 de setembro de 2013, em Buenos Aires, Argentina. |             |               |            |
| Cidades que apresentaram alguma candidatura.                                                                             |             |               |            |
| Países candidatos | 1ª rodada   | Desempate[st] | 2ª rodada  |
| Tóquio | 42 (44,68%) | –             | 60 (62,5%) |
| Istambul | 26 (27,66%) | 49 (52,13%)   | 36 (37,5%) |
| Madri | 26 (27,66%) | 45 (47,87%)   | Eliminada  |

- st. ^  Como houve empate entre Istambul e Madri, foi realizada uma votação extra para determinar qual cidade avançaria para a rodada seguinte.

## Preparação

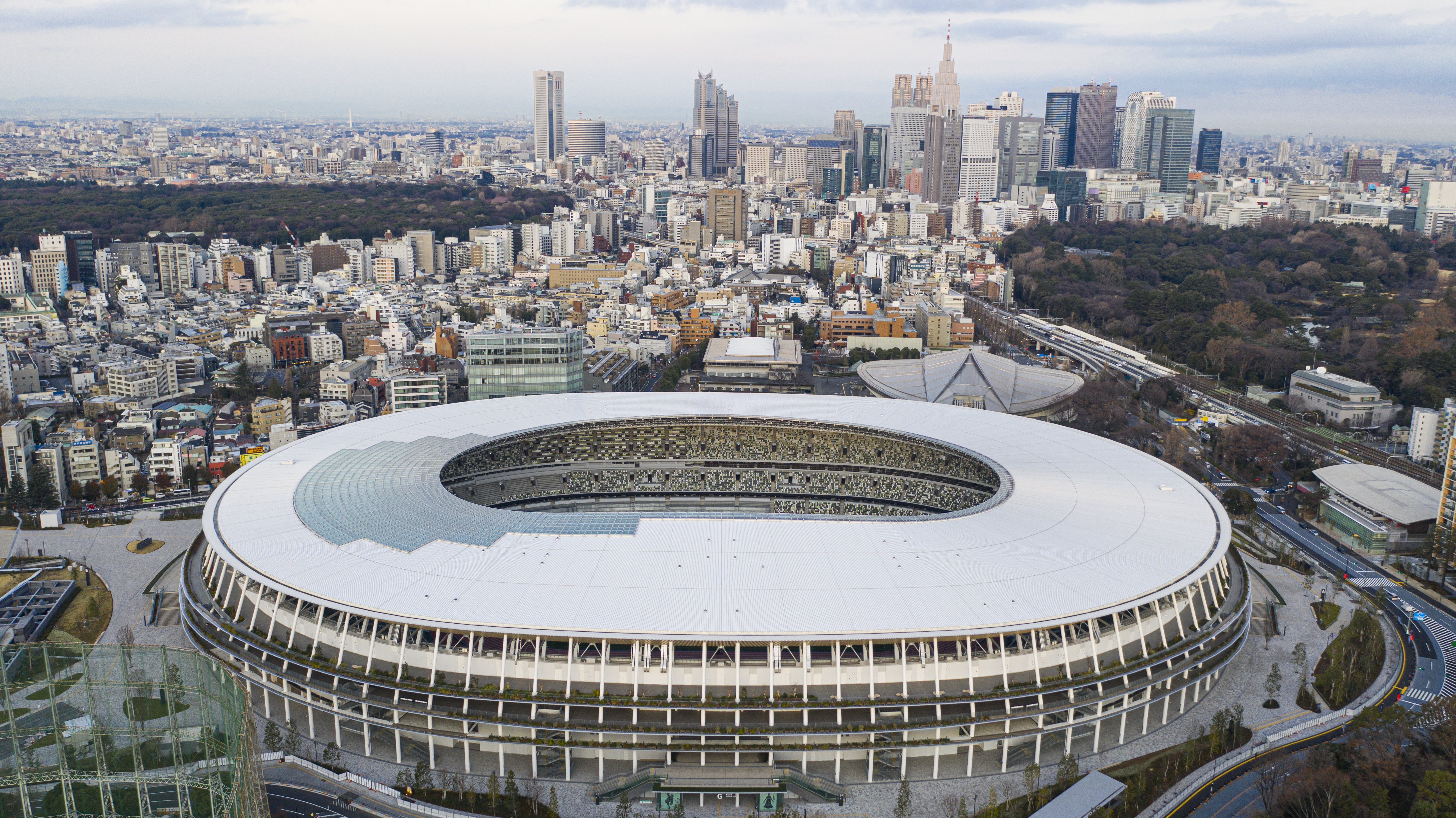
Novo Estádio Nacional

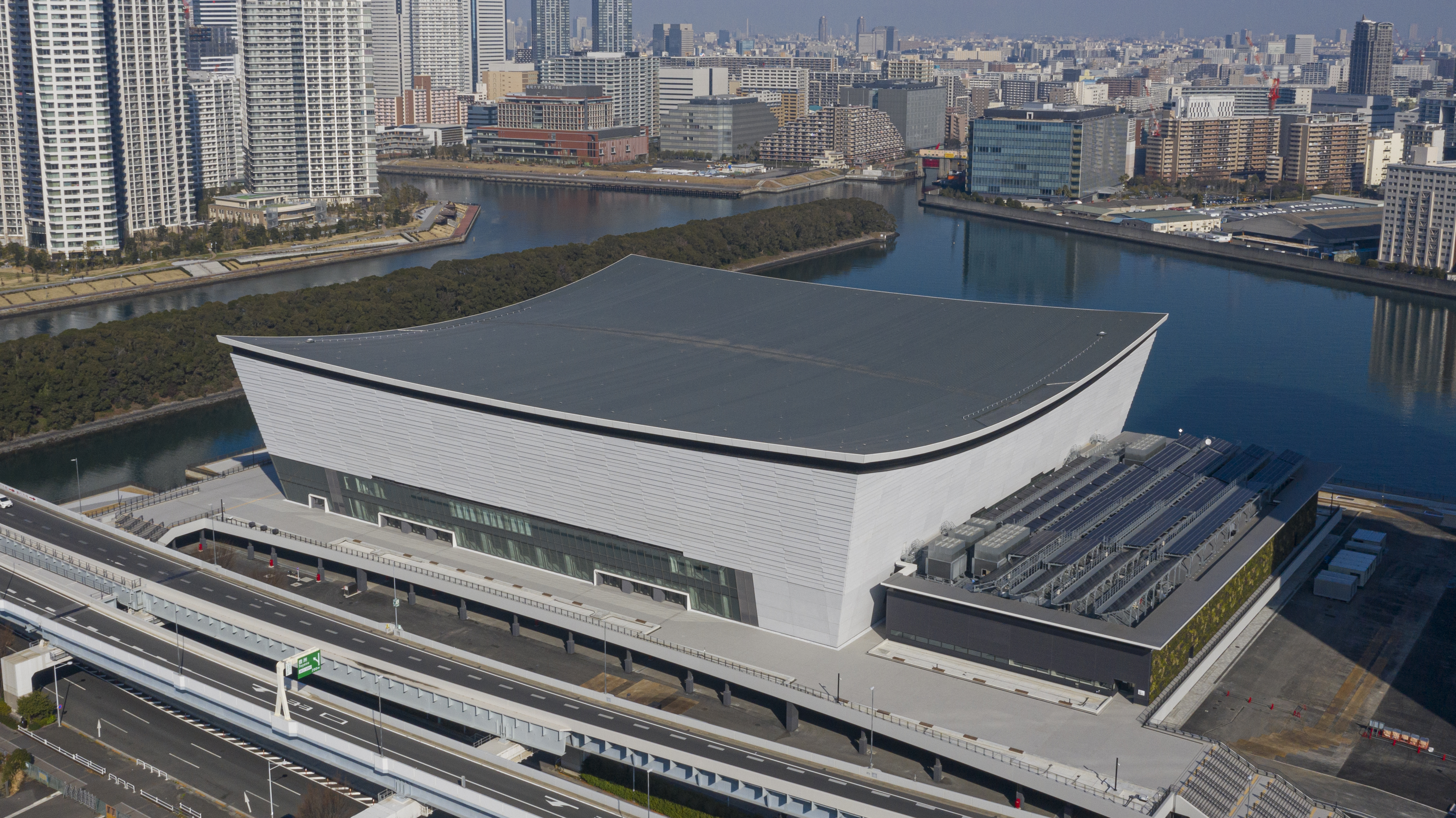
Ariake Arena

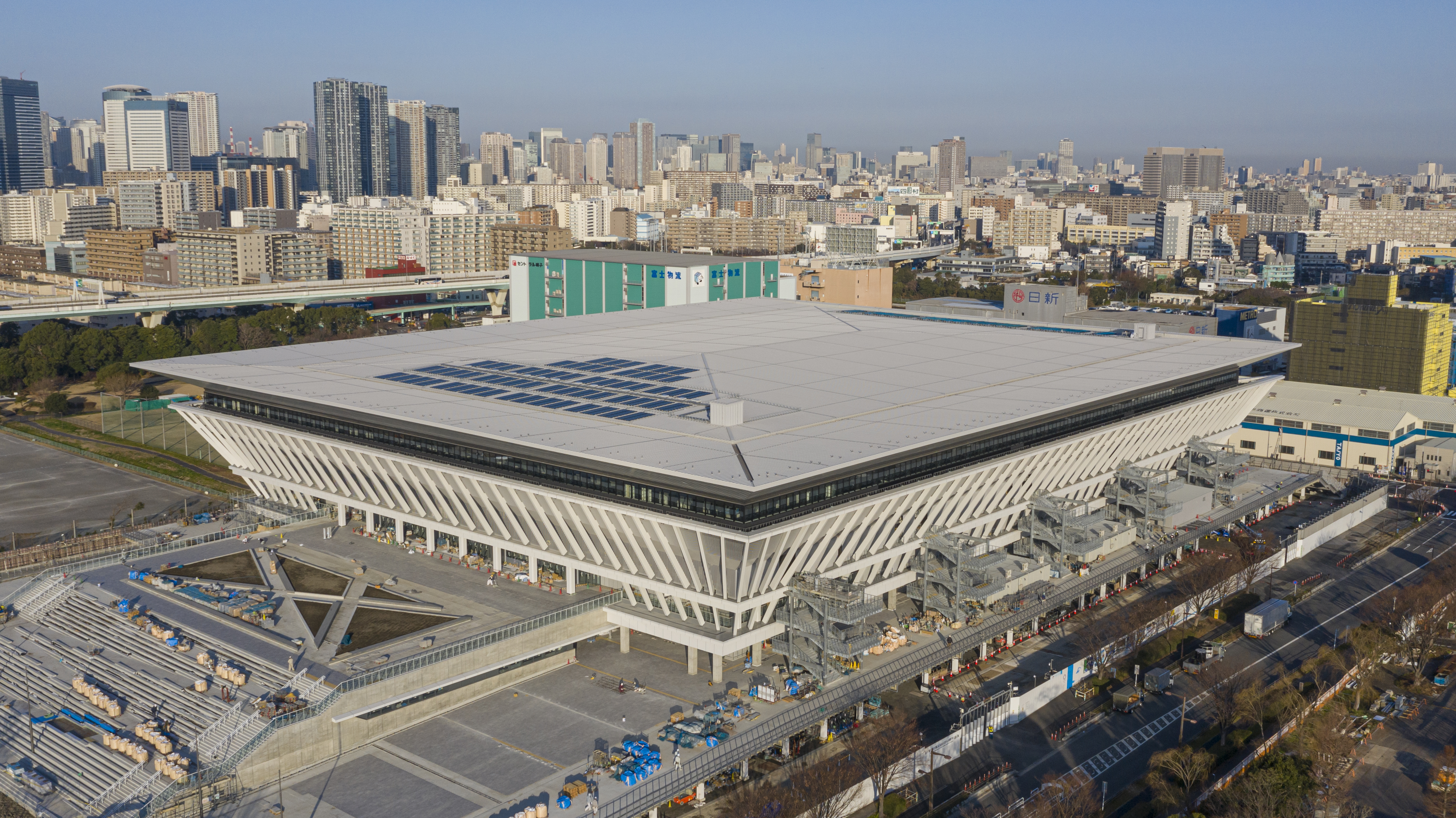
Centro Aquático

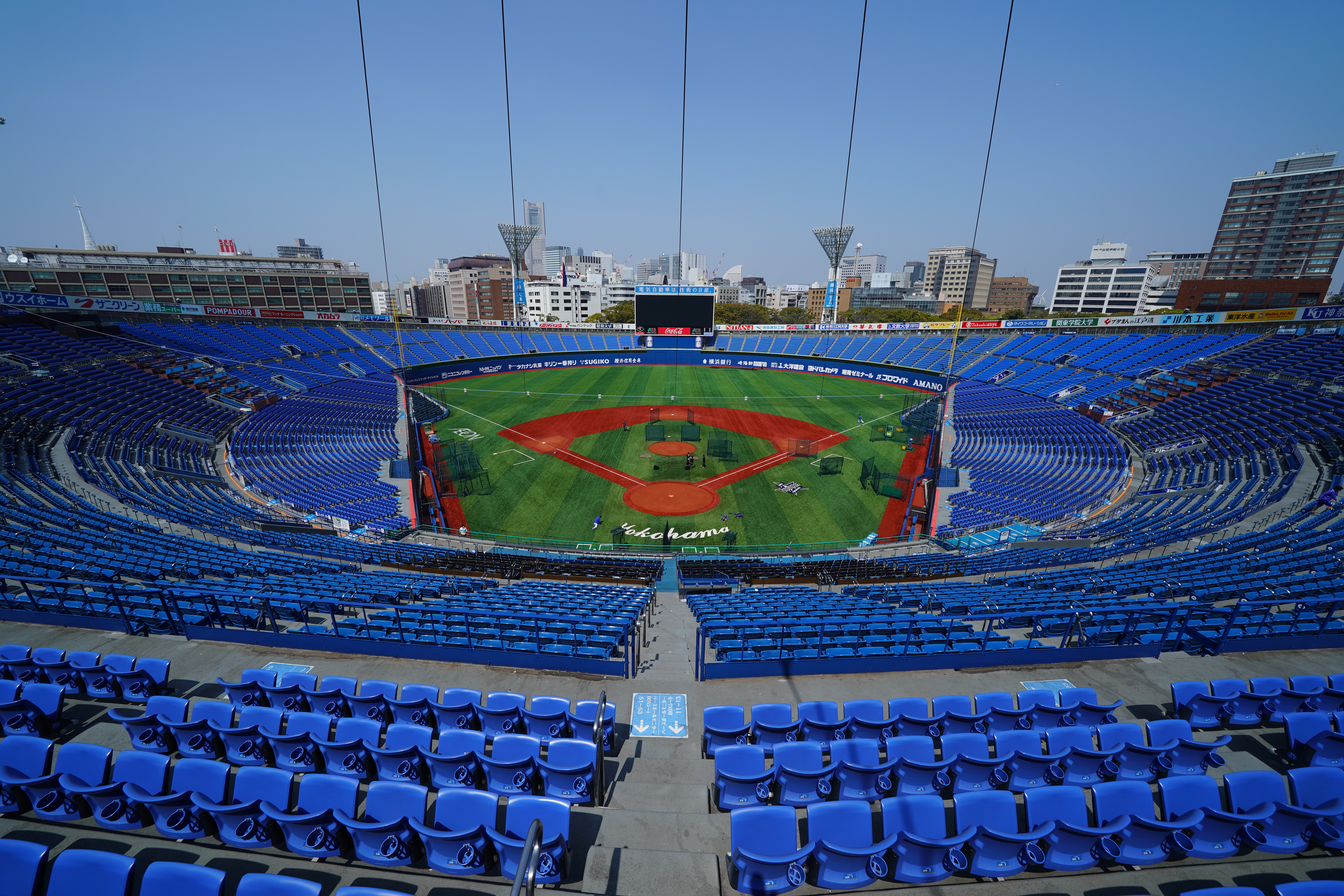
Yokohama Stadium

O governo de Tóquio reservou um fundo de 400 bilhões de ienes (14,2 bilhões de reais; 3,18 bilhões de euros) para cobrir o custo total dos Jogos. O governo japonês estudou a possibilidade de ampliar a capacidade de voos dos dois aeroportos internacionais de Haneda e Narita, para facilitar a circulação de aeronaves. Foram realizados projetos da expansão das linhas que saem da Estação de Tóquio, reduzindo o tempo de viagem da entre a estação de Tóquio e Haneda de 30 para 18 minutos, e entre a estação de Tóquio e Narita de 55 para 36 minutos. Esta linha custaria cerca de quatrocentos bilhões de ienes e seria financiada principalmente por investidores privados. Porém, a East Japan Railway Company (JR-East) já estava planejando uma nova rota partindo da jarda de Minato para o Aeroporto de Haneda. O financiamento também estava previsto para acelerar a conclusão da Central Circular Route (C2), da Estação de Gaikan (C3) e da Ken-Ō Expressway (C4), além de reformar outras grandes vias expressas. Houve também planos para estender a linha de aerotrem Yurikamome do seu terminal existente na Estação Toyosu para um novo terminal na Estação Kachidoki, passando pela Vila Olímpica.
O Comitê Organizador dos Jogos foi chefiado pelo ex-primeiro-ministro Yoshirō Mori. Enquanto existiu a Autoridade Pública Olímpica de Tóquio chefiada por Yoshitaka Sakurada.
Foi respeitado uma das maiores tradições na realização de eventos de repercussão mundial no país, que é a demonstração de novas tecnologias desenvolvidas no país. Isso também aconteceu durante as três edições anteriores dos Jogos Olímpicos realizadas no Japão. Um outro caso notório foi a realização da Exposição Universal de 1970, em Osaka. Ao rever este histórico a principal empresa de telefonia do Japão, a NTT DoCoMo assinou um acordo com a finlandesa Nokia para a implementação de redes de internet 5G no país exclusivas para o evento.

### Segurança
Desde a invasão da Vila Olímpica durante os Jogos Olímpicos de Verão de 1972 por terroristas palestinos, a organização de cada uma das edições futuras dos Jogos Olímpicos passou a se preocupar cada vez mais com a segurança dos atletas e do público em geral que visita a cidade-sede durante os Jogos. Esta questão ainda é mais delicada para os japoneses, que guardam diversos traumas desde o ataque com gás sarin ao metrô da cidade em março de 1995. Como uma das consequências do ataque em Abqaiq-Khurais de 2019 na Arábia Saudita, em que drones controlados por rebeldes houtis do Iêmen despejaram explosivos em cima da refinaria do mesmo nome, as autoridades japonesas proibiram o uso da tecnologia durante o revezamento da tocha olímpica e também durante os Jogos. A medida também serviu durante o período de realização Copa do Mundo de Rugby Union de 2019.

### Voluntários
As inscrições para o programa de voluntariado dos Jogos Olímpicos e Paralímpicos Tóquio 2020 foram abertas no dia 26 de setembro de 2018 e foram encerradas no dia 18 de janeiro de 2019. Um total de 204 860 inscrições de todo o mundo foram recebidas pelo Comitê Organizador. A primeira fase do treinamento dos voluntários aconteceu em fevereiro de 2019, enquanto que a fase final do treinamento foi realizada em outubro de 2019. Os voluntários nos locais de competição foram chamados de Field Cast e os voluntários que estiveram na cidade chamados de City Cast.

### Medalhas
Respeitando uma das medidas propostas pela Agenda 2020 do COI, em que é solicitado o uso de materiais alternativos para a fabricação de materiais institucionais dos Jogos, o Comitê Organizador de Tóquio anunciou em fevereiro de 2017 que estaria implementando um programa de reciclagem de eletrônicos em parceria com o Centro de Saneamento Ambiental do Japão e a NTT DoCoMo. Com esta campanha, as empresas estavam solicitando doações de diversos produtos eletrônicos para serem usados como o material base para a produção das medalhas. A meta da campanha era a de conseguir mais de oito toneladas de celulares. Postos de coletas foram colocados em diversos locais de grande circulação como rodoviárias, shoppings, supermercados, além das principais lojas da operadora. Um concurso nacional foi aberto para a escolha do design das medalhas foi aberto em dezembro de 2017.
Em maio de 2018, o Comitê Organizador anunciou que havia conseguido a quantidade necessária para a manufatura das medalhas de bronze (2,7 toneladas), mas que eles estavam com dificuldade para conseguir a quantidade de prata necessária. Embora a Carta Olímpica determine que as medalhas de prata e bronze sejam totalmente feitas de seus respectivos materiais, ela determina que as medalhas de ouro também sejam feitas de prata, mas banhadas a ouro. A organização também anunciou que apesar das dificuldades de se conseguir a prata, as estimativas colocavam que a quantidade mínima para as medalhas seria atingida em março de 2019.
Em 24 de julho de 2019, durante as celebrações da contagem regressiva de um ano dos Jogos, o design das medalhas foi revelado. Elas foram desenhadas por Junichi Kawanishi e significam o big bang criado pela energia dos atletas até a sua conquista.
Em 15 de julho de 2021, foi anunciado que a entrega das medalhas não seria realizada diretamente pelos presidentes de associações ligadas aos eventos presentes. Entre as mudanças na cerimônia do pódio, esteve a entrega das medalhas em uma bandeja, para que os próprios atletas coloquem em seus pescoços, além do uso obrigatório de máscara e luvas na cerimônia de modo a conter contágios relacionados a COVID-19.

### Ingressos
Em maio de 2019, foram anunciados os valores iniciais dos ingressos dos principais eventos dos jogos. Contrariando o que havia acontecido nas edições anteriores, os valores para os eventos masculinos eram maiores do que os valores dos eventos femininos. Os valores mais caros individualmente eram os dos eventos do beisebol/softbol, futebol, rugby, skate e basquetebol, onde as quartas de final masculinas custavam até 54 mil ienes (aproximadamente 2 038 reais; 373 euros), enquanto que no feminino custava até 18 mil ienes (aproximadamente 680 reais; 124 euros). No caso do basquetebol, a final feminina custava menos que a masculina, sendo que o fator principal seria a presença confirmada dos astros da NBA. No beisebol/softbol, a diferença chegava a 164%, enquanto a variação chegava de 50% a 75% no rugby. No skate, o valor das competições femininas variavam entre 4 000 a 8 000 ienes (equivalente a R$ 151,00 e R$ 302,00 e de € 27 a € 168), enquanto que no masculino iam de 5 500 a 11 500 ienes (entre R$ 208,00 e R$ 434,00 / € 113 e € 256). Em ambos os casos, os ingressos seriam válidos para as preliminares e final. Em 15 de janeiro de 2020, o Comitê Organizador, apresentou para o público o visual dos ingressos. Eles respeitavam a identidade visual dos Jogos Olímpicos e foram baseados na palheta das cores tradicionais do Japão, chamada de "Kasane no Irome", desenvolvida durante o Período Heian. Cada uma das cores escolhidas (vermelho, azul, verde e roxo) representa cada uma das quatro estações e também está relacionada a cada uma das zonas em que as competições seriam realizadas.
No entanto em 20 de março de 2021, foi anunciado que, devido a preocupações relacionadas ao COVID-19, nenhum convidado internacional poderia participar das Olimpíadas ou Paralimpíadas de Tóquio. Isso incluiu tanto os espectadores quanto os amigos e familiares dos atletas. Todos os portadores de ingressos estrangeiros seriam reembolsados. Seiko Hashimoto citou incertezas em torno das restrições de viagens internacionais e para preservar a segurança de todos os participantes e espectadores, além de não sobrecarregar o sistema de saúde. Foi finalmente anunciado em julho que os espectadores locais também não estavam autorizados a participar de nenhum evento realizado em Tóquio, Fukushima e Hokkaido.

### Tocha olímpica

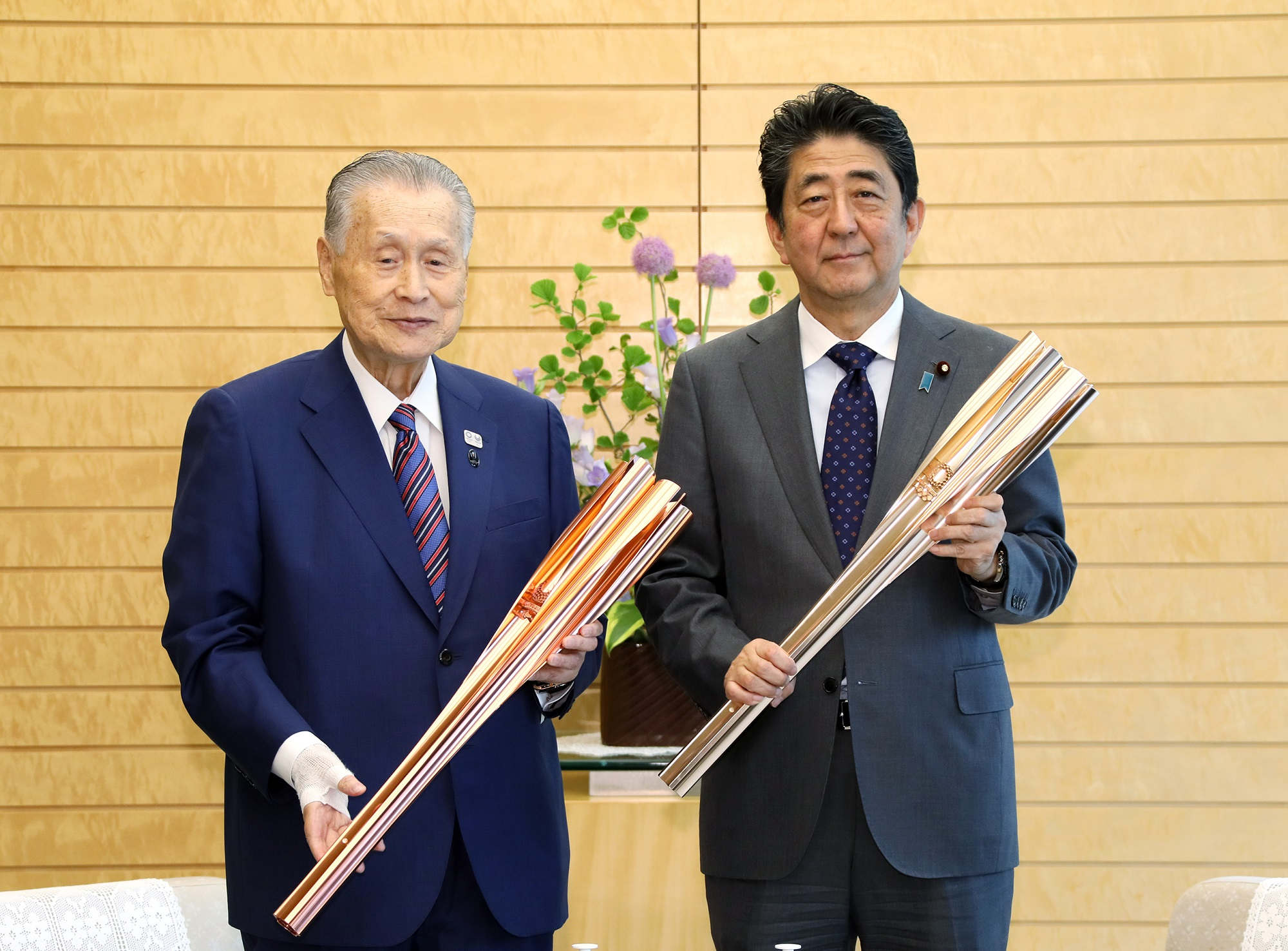
Yoshirō Mori e Shinzō Abe com a tocha olímpica.

A cerimônia de acendimento da tocha olímpica aconteceu no dia 12 de março de 2020, no Templo de Hera, nas ruínas de Olímpia, na Grécia e a primeira fase do revezamento aconteceu por uma semana até o dia 19 de março, quando a fase grega do revezamento terminou no Estádio Panatenaico em Atenas, e a chama foi entregue aos japoneses. Devido a pandemia de COVID-19, ambas cerimônias foram realizadas sem público. Esta foi a segunda vez na história em que isto aconteceu, a outra foi no cerimonial relativo aos Jogos Olímpicos de Verão de 1984 devido a divergências entre os membros do Comitê Olímpico Grego (HOC) e os americanos. O roteiro elaborado pelo HOC estipulava que a perna local visitasse 15 prefeituras no país e parasse em 31 cidades, o que acabou não acontecendo, devido às restrições estipuladas pela pandemia. O cancelamento da parte grega se deu como consequência da aglomeração de pessoas causada pela presença do ator Gerard Butler que foi um dos portadores da tocha, quando ela estava passando pelas ruínas de Esparta. Apesar dos rumores do cancelamento ou adiamento dos Jogos, a tocha tocou o solo japonês na manhã de 20 de março na Base Área de Matsushima e logo em seguida passaria uma semana visitando as áreas das prefeituras de Miyagi, Iwate e Fukushima que foram destruídas durante o Sismo e tsunami de Tohoku de 2011 em uma fase que estava sendo chamada de "Chama da Reconstrução". Porém, cinco dias mais tarde, foi anunciada a suspensão do revezamento por tempo indeterminado, motivada pelo adiamento dos Jogos. Mesmo assim, a chama permaneceu acesa na região até a data de reinício do revezamento. Os organizadores também anunciaram que a chama permanecerá acesa na cidade de Fukushima até que o revezamento possa recomeçar. Em 25 de março de 2021, o revezamento começou em Fukushima e sem a presença do público.

### Presença de público
Devido as medidas de restrição por conta da pandemia de COVID-19, em 20 de março de 2021, a presidente do comitê organizador Seiko Hashimoto decidiu que o evento não contaria com a presença de estrangeiros por conta dos temores quanto as variantes do SARS-COV-2, tendo a presença apenas do público local e de residentes. O presidente do COI, Thomas Bach, anunciou que a decisão quanto ao número de espectadores nos locais de competição seriam definidos até o dia mais próximo da cerimônia de abertura, ou seja, 23 de julho. Em 21 de junho, ficou definido que os Jogos deveriam acontecer com apenas 50% da capacidade total das arenas e estádios e um limite de 10 mil pessoas por sede. No entanto, com o crescimento de casos da COVID-19 no Japão e a extensão do estado de emergência em Tóquio até o dia 22 de agosto, o comité organizador anunciou em 8 de julho a realização dos Jogos sem a presença de espectadores pela primeira vez na história das Olimpíadas na era moderna.

### Instalações
Durante a candidatura da cidade para os Jogos Olímpicos de Verão de 2016, diversos estudos demonstraram que o histórico Estádio Olímpico de Tóquio estava defasado para os atuais padrões internacionais de arenas multiuso e havia a necessidade de sua demolição para a construção de um estádio mais moderno e dentro destes padrões, o que acabou não acontecendo, pois a cidade acabou perdendo o processo de seleção para o Rio de Janeiro. O plano de demolição do estádio foi reavivado em 2012, quando a cidade anunciou que estaria novamente se candidatando para os Jogos Olímpicos de Verão de 2020, sendo a candidatura eleita com sucesso no ano seguinte. Como resultado da vitória, em janeiro de 2013, foi aberto um novo concurso de arquitetura internacional para o novo Estádio Nacional. Dez meses depois, em novembro do mesmo ano, o Conselho Superior dos Esportes do Japão anunciou que um projeto da arquiteta iraquiana Zaha Hadid foi o escolhido para ocupar o lugar do estádio histórico. No entanto, durante a fase de licitação para a obra, o primeiro-ministro japonês Shinzō Abe anunciou em julho de 2015 que o projeto de Hadid foi descartado devido aos altos custos e inviabilidade técnica, sendo aberto um novo concurso internacional para a escolha do projeto no outono de 2015, sendo escolhido o do arquiteto local Kengo Kuma. No projeto vencedor do concurso o estádio teria arquibancadas modulares que permitiriam a sua capacidade variar entre 60 e 80 mil pessoas, além de ter custos reduzidos e ter características discretas nas quais o "skyline" da cidade não seria alterado. A proposta de Kuma ainda incluía a construção de diversas áreas seguindo os máximos padrões de sustentabilidade internacionais exigidos pela Agenda 2020 do Comitê Olímpico Internacional, como o aquecimento por energia solar e diversas áreas verdes em sua volta, além de 185 grandes ventiladores e oito pulverizadores, com o objetivo em diluir as condições climáticas na instalação. A madeira tratada é uma das principais protagonistas da instalação, onde estão ainda estruturas de mais de 2 000 m³ do material, que foi enviado de todo o Japão em alusão a comemoração de 1 300 anos da construção do templo Horyu-ji. Dos 33 locais de competições planejados, 28 se localizam a apenas 8 km da Vila Olímpica, enquanto que outros 11 novos locais foram construídos. A inauguração oficial do estádio aconteceu em 1 de janeiro de 2020.

## Os jogos

### Cerimônia de abertura

Drones formando o planeta terra durante a cerimônia

Queima de fogos após o acendimento da pira olímpica

A cerimônia teve início às 20:00 (UTC+9) do dia 23 de julho de 2021 no Estádio Olímpico de Tóquio. O evento fez menção a pandemia de COVID-19 com homenagens aos profissionais de saúde e as vítimas, relembrando todo o ciclo olímpico de Tóquio, desde a sua escolha até o adiamento dos Jogos, com destaque na preparação e no esforço dos atletas. Questões como igualdade, equidade e diversidade foram os destaques na apresentação. Repetindo a estratégia de abertura dos Jogos Olímpicos de Inverno de 2018, houve a apresentação de drones logo após o desfile das delegações, que enviaram um número reduzido de atletas, respeitando os protocolos sanitários. A pira olímpica foi acessa pela tenista Naomi Osaka.

### Cerimônia de encerramento

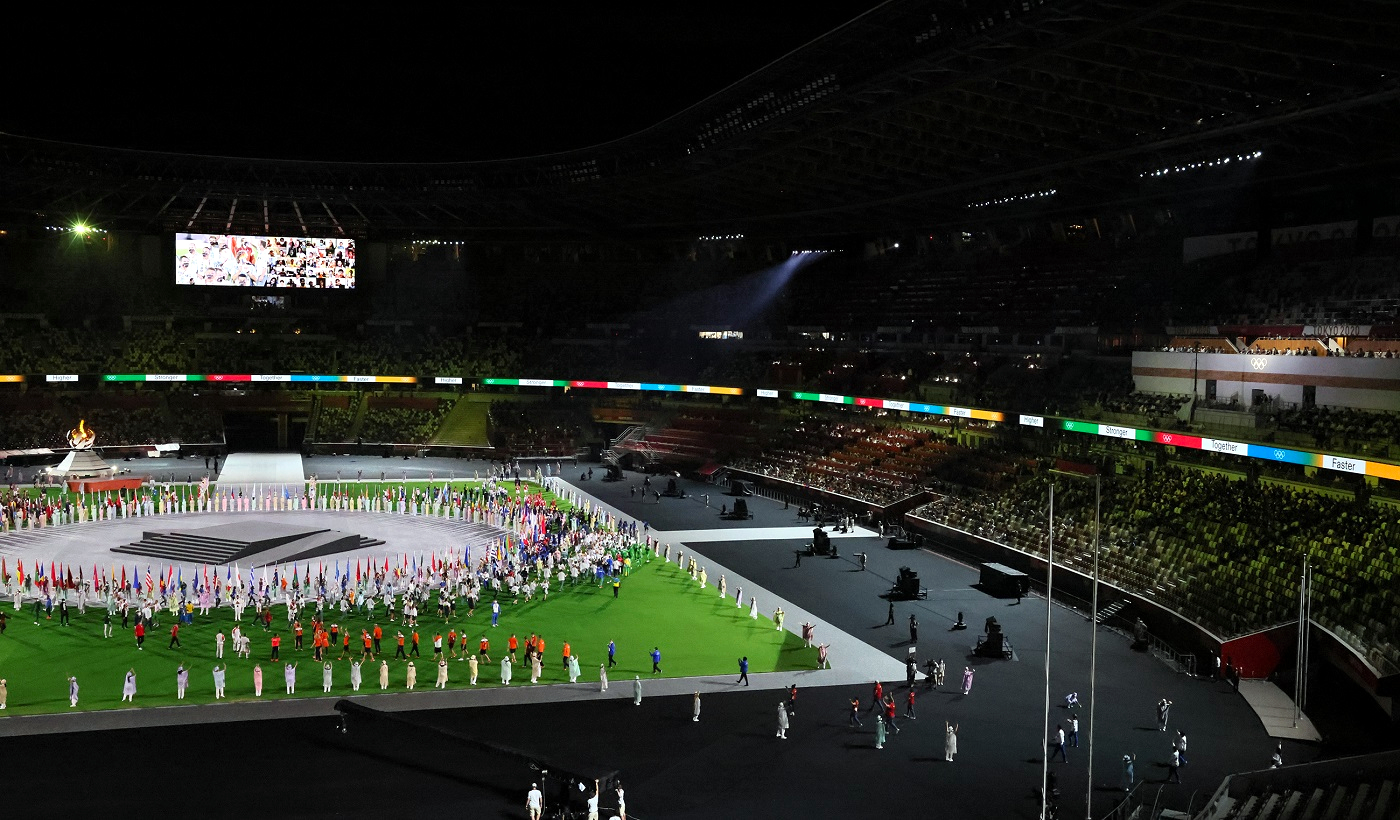
Desfile das nações durante a cerimônia de encerramento

Assim como na abertura, a cerimônia de encerramento aconteceu no Estádio Olímpico de Tóquio, às 20:00 (UTC+9) de 8 de agosto de 2021. Entre os eventos estiveram a apresentação de shows culturais, desfile das delegações, premiação dos atletas da maratona, a passagem da bandeira para o prefeito da próxima sede dos Jogos Olímpicos, em 2024 em Paris, contendo a apresentação da cultura francesa, bem como a execução de seu hino e o hasteamento de sua bandeira, além da extinção da tocha olímpica.

### Programa esportivo
Com o intuito de revisar o programa olímpico e abrir vaga para um novo esporte, o COI recomendou a exclusão do wrestling para os Jogos de 2020. O fato foi recebido com surpresa, já que a modalidade (que engloba as categorias livre e greco-romana) esteve presente em todas as edições dos jogos modernos, incluindo sua prática nos Jogos Olímpicos da Antiguidade.
No entanto, a luta foi incluída em uma lista com outros sete esportes (beisebol/softbol, caratê, squash, esportes sobre rodas, escalada, wakeboard e wushu) para disputar a vaga restante no programa olímpico. Em 29 de maio de 2013, o COI anunciou que o wrestling, beisebol/softbol e o squash continuavam como candidatos.
Em 8 de setembro de 2013, na 125ª Sessão do COI, em Buenos Aires, na Argentina, o wrestling foi novamente incluído no programa olímpico não só para os Jogos de 2020, quanto para os de 2024. A modalidade garantiu 49 votos, contra 24 de beisebol/softbol e 22 do squash.
Além destas, em setembro de 2015, o Comitê Organizador dos Jogos apresentou pela primeira vez uma lista de cinco indicações para serem incluídos como esportes opcionais no programa: beisebol/softbol, caratê, escalada esportiva, skate e surfe. A lista e a ideia seriam analisadas em uma reunião, que foi realizada dias antes da cerimônia de abertura dos Jogos Olímpicos de Verão de 2016. Assim, esses esportes foram aprovados para serem adicionados ao Programa Olímpico. Em julho de 2017, houve a inclusão de mais um evento nos Jogos, o basquetebol 3x3 ao mesmo tempo, também foi incluída mais uma prova ao BMX, o freestyle.
Desta maneira o programa dos Jogos Olímpicos de Verão de 2020 foi composto da seguinte forma:
- Atletismo  (48)
- Badminton  (5)
- Basquete
  -  Basquetebol  (2)
  -  Basquete 3x3 (2)
- Beisebol/Softball
  -  Beisebol  (1)
  -  Softbol  (1)
- Boxe  (13)
- Canoagem
  -  Slalom (4)
  -  Velocidade (12)
- Caratê  (8)
- Ciclismo
  -  Estrada (4)
  -  Pista (12)
  -  Mountain bike (2)
  -  BMX corrida (2)
  -  BMX estilo livre (2)
- Esgrima  (12)
- Escalada esportiva  (2)
- Futebol  (2)
- Ginástica
  -  Artística (14)
  -  Rítmica (2)
  -  Trampolim (2)
- Golfe  (2)
- Halterofilismo  (14)
- Handebol  (2)
- Hipismo  (6)
- Hóquei sobre a grama  (2)
- Judô  (15)
- Lutas
  -  Livre (12)
  -  Greco-romana (6)
- Maratona aquática (2)
- Natação artística (2)
- Natação  (35)
- Pentatlo moderno  (2)
- Polo aquático  (2)
- Remo  (14)
- Rugby sevens  (2)
- Saltos ornamentais  (8)
- Skate  (4)
- Surfe  (2)
- Taekwondo  (8)
- Tênis  (5)
- Tênis de mesa  (5)
- Tiro  (15)
- Tiro com arco  (5)
- Triatlo  (3)
- Vela  (10)
- Voleibol
  -  Voleibol  (2)
  -  Voleibol de praia  (2)

### Calendário
Todas as datas seguem a hora de Tóquio (UTC+9).
| CA | Cerimónia de abertura | ● | Competições desportivas | 1 | Medalhas de ouro | EG | Exibição de gala | CE | Cerimónia de encerramento |

| Julho                                | Julho                                | 21 Qua | 22 Qui | 23 Sex | 24 Sáb | 25 Dom | 26 Seg | 27 Ter | 28 Qua | 29 Qui | 30 Sex | 31 Sáb | 1 Dom | 2 Seg | 3 Ter | 4 Qua | 5 Qui | 6 Sex | 7 Sáb | 8 Dom | Medalhas de ouro |
| ------------------------------------ | ------------------------------------ | ------ | ------ | ------ | ------ | ------ | ------ | ------ | ------ | ------ | ------ | ------ | ----- | ----- | ----- | ----- | ----- | ----- | ----- | ----- | ---------------- |
| Cerimônias (abertura / encerramento) | Cerimônias (abertura / encerramento) |        |        | CA     |        |        |        |        |        |        |        |        |       |       |       |       |       |       |       | CE    |                  |
| Atletismo                            | Atletismo                            |        |        |        |        |        |        |        |        |        | 1      | 3      | 4     | 5     | 6     | 5     | 8     | 8     | 7     | 1     | 48               |
| Badminton                            | Badminton                            |        |        |        | ●      | ●      | ●      | ●      | ●      | ●      | 1      | 1      | 1     | 2     |       |       |       |       |       |       | 5                |
| Basquetebol                          | Basquetebol                          |        |        |        | ●      | ●      | ●      | ●      | ●      | ●      | ●      | ●      | ●     | ●     | ●     | ●     | ●     | ●     | 1     | 1     | 4                |
| Basquetebol                          | Basquetebol 3×3                      |        |        |        | ●      | ●      | ●      | ●      | 2      |        |        |        |       |       |       |       |       |       |       |       | 4                |
| Beisebol                             | Beisebol                             |        |        |        |        |        |        |        | ●      | ●      | ●      | ●      | ●     | ●     | ●     | ●     | ●     |       | 1     |       | 1                |
| Boxe                                 | Boxe                                 |        |        |        | ●      | ●      | ●      | ●      | ●      | ●      | ●      | ●      | ●     |       | 2     | 1     | 1     | 1     | 4     | 4     | 13               |
| Canoagem                             | Slalom                               |        |        |        |        | ●      | 1      | 1      | ●      | 1      | 1      |        |       |       |       |       |       |       |       |       | 16               |
| Canoagem                             | Velocidade                           |        |        |        |        |        |        |        |        |        |        |        |       | ●     | 4     | ●     | 4     | ●     | 4     |       | 16               |
| Caratê                               | Caratê                               |        |        |        |        |        |        |        |        |        |        |        |       |       |       |       | 3     | 3     | 2     |       | 8                |
| Ciclismo                             | Ciclismo de estrada                  |        |        |        | 1      | 1      |        |        | 2      |        |        |        |       |       |       |       |       |       |       |       | 22               |
| Ciclismo                             | Ciclismo de pista                    |        |        |        |        |        |        |        |        |        |        |        |       | 1     | 2     | 1     | 2     | 2     | 1     | 3     | 22               |
| Ciclismo                             | BMX                                  |        |        |        |        |        |        |        |        | ●      | 2      | ●      | 2     |       |       |       |       |       |       |       | 22               |
| Ciclismo                             | Bicicleta de montanha                |        |        |        |        |        | 1      | 1      |        |        |        |        |       |       |       |       |       |       |       |       | 22               |
| Escalada esportiva                   | Escalada esportiva                   |        |        |        |        |        |        |        |        |        |        |        |       |       | ●     | ●     | 1     | 1     |       |       | 2                |
| Esgrima                              | Esgrima                              |        |        |        | 2      | 2      | 2      | 1      | 1      | 1      | 1      | 1      | 1     |       |       |       |       |       |       |       | 12               |
| Futebol                              | Futebol                              | ●      | ●      |        | ●      | ●      |        | ●      | ●      |        | ●      | ●      |       | ●     | ●     |       | ●     | 1     | 1     |       | 2                |
| Ginástica                            | Artística                            |        |        |        | ●      | ●      | 1      | 1      | 1      | 1      |        |        | 4     | 3     | 3     | EG    |       |       |       |       | 18               |
| Ginástica                            | Rítmica                              |        |        |        |        |        |        |        |        |        |        |        |       |       |       |       |       | ●     | 1     | 1     | 18               |
| Ginástica                            | Trampolim                            |        |        |        |        |        |        |        |        |        | 1      | 1      |       |       |       |       |       |       |       |       | 18               |
| Golfe                                | Golfe                                |        |        |        |        |        |        |        |        | ●      | ●      | ●      | 1     |       |       | ●     | ●     | ●     | 1     |       | 2                |
| Halterofilismo                       | Halterofilismo                       |        |        |        | 1      | 2      | 1      | 2      | 1      |        |        | 2      | 1     | 2     | 1     | 1     |       |       |       |       | 14               |
| Handebol                             | Handebol                             |        |        |        | ●      | ●      | ●      | ●      | ●      | ●      | ●      | ●      | ●     | ●     | ●     | ●     | ●     | ●     | 1     | 1     | 2                |
| Hipismo                              | Hipismo                              |        |        |        | ●      | ●      | ●      | 2      | ●      | ●      | 1      |        | ●     | 1     | ●     | 1     |       | 1     |       |       | 6                |
| Hóquei sobre a grama                 | Hóquei sobre a grama                 |        |        |        | ●      | ●      | ●      | ●      | ●      | ●      | ●      | ●      | ●     | ●     | ●     | ●     | 1     | 1     |       |       | 2                |
| Judô                                 | Judô                                 |        |        |        | 2      | 2      | 2      | 2      | 2      | 2      | 2      | 1      |       |       |       |       |       |       |       |       | 15               |
| Lutas                                | Lutas                                |        |        |        |        |        |        |        |        |        |        |        | ●     | 3     | 3     | 3     | 3     | 3     | 3     |       | 18               |
| Natação                              | Natação                              |        |        |        | ●      | 4      | 4      | 4      | 5      | 5      | 4      | 4      | 5     |       |       | 1     | 1     |       |       |       | 37               |
| Natação artística                    | Natação artística                    |        |        |        |        |        |        |        |        |        |        |        |       | ●     | ●     | 1     |       | ●     | 1     |       | 2                |
| Pentatlo moderno                     | Pentatlo moderno                     |        |        |        |        |        |        |        |        |        |        |        |       |       |       |       | ●     | 1     | 1     |       | 2                |
| Polo aquático                        | Polo aquático                        |        |        |        | ●      | ●      | ●      | ●      | ●      | ●      | ●      | ●      | ●     | ●     | ●     | ●     | ●     | ●     | 1     | 1     | 2                |
| Remo                                 | Remo                                 |        |        | ●      | ●      | ●      |        |        | 6      | 4      | 4      |        |       |       |       |       |       |       |       |       | 14               |
| Rugby sevens                         | Rugby sevens                         |        |        |        |        |        | ●      | ●      | 1      | ●      | ●      | 1      |       |       |       |       |       |       |       |       | 2                |
| Saltos ornamentais                   | Saltos ornamentais                   |        |        |        |        | 1      | 1      | 1      | 1      |        | ●      | ●      | 1     | ●     | 1     | ●     | 1     | ●     | 1     |       | 8                |
| Skate                                | Skate                                |        |        |        |        | 1      | 1      |        |        |        |        |        |       |       |       | 1     | 1     |       |       |       | 4                |
| Softbol                              | Softbol                              | ●      | ●      |        | ●      | ●      | ●      | 1      |        |        |        |        |       |       |       |       |       |       |       |       | 1                |
| Surfe                                | Surfe                                |        |        |        |        | ●      | ●      | 4      |        |        |        |        |       |       |       |       |       |       |       |       | 2                |
| Taekwondo                            | Taekwondo                            |        |        |        | 2      | 2      | 2      | 2      |        |        |        |        |       |       |       |       |       |       |       |       | 8                |
| Tênis                                | Tênis                                |        |        |        | ●      | ●      | ●      | ●      | ●      | ●      | 1      | 1      | 3     |       |       |       |       |       |       |       | 5                |
| Tênis de mesa                        | Tênis de mesa                        |        |        |        | ●      | ●      | 1      | ●      | ●      | 1      | 1      |        | ●     | ●     | ●     | ●     | 1     | 1     |       |       | 5                |
| Tiro                                 | Tiro                                 |        |        |        | 2      | 2      | 2      | 2      | ●      | 2      | 1      | 2      | ●     | 2     |       |       |       |       |       |       | 15               |
| Tiro com arco                        | Tiro com arco                        |        |        | ●      | 1      | 1      | 1      | ●      | ●      | ●      | 1      | 1      |       |       |       |       |       |       |       |       | 5                |
| Triatlo                              | Triatlo                              |        |        |        |        |        | 1      | 1      |        |        |        | 1      |       |       |       |       |       |       |       |       | 3                |
| Vela                                 | Vela                                 |        |        |        |        | ●      | ●      | ●      | ●      | ●      | ●      | 2      | 2     | 2     | 2     | 2     |       |       |       |       | 10               |
| Voleibol                             | Voleibol de praia                    |        |        |        | ●      | ●      | ●      | ●      | ●      | ●      | ●      | ●      | ●     | ●     | ●     | ●     | ●     | 1     | 1     |       | 4                |
| Voleibol                             | Voleibol                             |        |        |        | ●      | ●      | ●      | ●      | ●      | ●      | ●      | ●      | ●     | ●     | ●     | ●     | ●     | ●     | 1     | 1     | 4                |
| Total medalhas ouro                  | Total medalhas ouro                  |        |        |        | 11     | 18     | 21     | 22     | 23     | 17     | 21     | 21     | 25    | 22    | 24    | 17    | 27    | 23    | 34    | 13    | 339              |
| Total acumulativo                    | Total acumulativo                    |        |        |        | 11     | 29     | 50     | 72     | 95     | 112    | 133    | 154    | 179   | 201   | 225   | 242   | 269   | 292   | 326   | 339   |                  |
| Julho                                | Julho                                | 21 Qua | 22 Qui | 23 Sex | 24 Sáb | 25 Dom | 26 Seg | 27 Ter | 28 Qua | 29 Qui | 30 Sex | 31 Sáb | 1 Dom | 2 Seg | 3 Ter | 4 Qua | 5 Qui | 6 Sex | 7 Sáb | 8 Dom | Medalhas de ouro |

### Participantes
Em 9 de dezembro de 2019, a Agência Mundial Antidoping (WADA) proibiu a participação da Rússia em todos os eventos esportivos por quatro anos, após a condenação por manipulação de testes, inclusão de mostras falsas em testes antidoping e destruição de arquivos. O chefe do Comitê de Revisão de Conformidade da WADA, Jonathan Taylor, afirmou que o COI não poderia usar a designação "Atletas Olímpicos da Rússia" (OAR) como fez em 2018, enfatizando que atletas neutros não poderiam ser retratados como representantes de um país. A Rússia posteriormente entrou com um recurso ao Tribunal Arbitral do Esporte (CAS) contra a decisão da WADA. Depois de analisar o caso em recurso, o CAS decidiu em 17 de dezembro de 2020 que a penalidade imposta à Rússia fosse reduzida. Em vez de uma proibição total de todos os eventos esportivos, a decisão permitiu que a Rússia participasse das Olimpíadas e outros eventos internacionais, mas a equipe não teria permissão para usar o nome, bandeira ou hino russo por um período de dois anos e deveria se apresentar como "Atleta Neutro" ou "Equipe Neutra".
Em 19 de fevereiro de 2021, foi anunciado que a Rússia competiria sob a sigla "ROC", abreviação do Comitê Olímpico Russo (do inglês, Russian Olympic Committee), embora o nome do próprio comitê na íntegra não pudesse ser utilizado para se referir à delegação. O ROC foi representado pela bandeira do Comitê Olímpico Russo.
Em 5 de abril de 2021, a Coreia do Norte anunciou que não enviaria seus atletas aos Jogos de Tóquio, devido aos temores quanto a saúde dos atletas por conta da COVID-19. Inclusive, 16 atletas já haviam sido classificados. A decisão foi tomada em uma reunião do Comitê Olímpico da Coreia do Norte em 25 de março, com a presença do ministro de esportes Kim Il-guk. Essa foi a terceira vez na história que os norte-coreanos se ausentaram de uma edição olímpica, já que o mesmo boicotou junto com Cuba a edição de 1988, em Seul, e a edição de 1984 em Los Angeles, junto com países do bloco soviético.
Em 22 de julho de 2021, foi a vez da Guiné anunciar que não iria participar dos Jogos por conta da COVID-19, além da preocupação com os protocolos locais. Posteriormente reverteu esta decisão e confirmou sua participação.
| Lista de equipes participantes (quantidade de atletas) |
| --- |
| - AFG Afeganistão (5) - RSA África do Sul (177) - ALB Albânia (9) - GER Alemanha (425) - AND Andorra (2) - ANG Angola (20) - ANT Antígua e Barbuda (6) - KSA Arábia Saudita (29) - ALG Argélia (41) - ARG Argentina (189) - ARM Armênia (17) - ARU Aruba (3) - AUS Austrália (477) - AUT Áustria (75) - AZE Azerbaijão (44) - BAH Bahamas (16) - BRN Bahrein (32) - BAN Bangladesh (6) - BAR Barbados (8) - BEL Bélgica (121) - BIZ Belize (3) - BEN Benim (7) - BER Bermudas (2) - BLR Bielorrússia (101) - BOL Bolívia (5) - BIH Bósnia e Herzegovina (7) - BOT Botsuana (13) - BRA Brasil (302) - BRU Brunei (2) - BUL Bulgária (42) - BUR Burquina Fasso (7) - BDI Burundi (6) - BHU Butão (4) - CPV Cabo Verde (6) - CMR Camarões (12) - CAM Camboja (3) - CAN Canadá (381) - QAT Catar (16) - KAZ Cazaquistão (93) - CHA Chade (3) - CHI Chile (58) - CHN China (406) - CYP Chipre (15) - COL Colômbia (70) - COM Comores (3) - CGO Congo (3) - KOR Coreia do Sul (237) - CIV Costa do Marfim (28) - CRC Costa Rica (14) - CRO Croácia (59) - CUB Cuba (70) - DEN Dinamarca (108) - DJI Djibuti (4) - DMA Dominica (2) - EGY Egito (132) - ESA El Salvador (5) - UAE Emirados Árabes Unidos (5) - ECU Equador (48) - EOR Equipe Olímpica de Refugiados (29) - ERI Eritreia (13) - SVK Eslováquia (41) - SLO Eslovênia (53) - ESP Espanha (321) - SWZ Essuatíni (4) - FSM Estados Federados da Micronésia (3) - USA Estados Unidos (613) - EST Estônia (33) - ETH Etiópia (38) - FIJ Fiji (30) - PHI Filipinas (19) - FIN Finlândia (45) - FRA França (385) - GAB Gabão (5) - GAM Gâmbia (4) - GHA Gana (14) - GEO Geórgia (35) - GBR Grã-Bretanha (376) - GRN Granada (6) - GRE Grécia (83) - GUM Guam (5) - GUA Guatemala (24) - GUY Guiana (7) - GUI Guiné (5) - GBS Guiné-Bissau (4) - GEQ Guiné Equatorial (3) - HAI Haiti (6) - HON Honduras (27) - HKG Hong Kong (46) - HUN Hungria (166) - YEM Iêmen (5) - CAY Ilhas Cayman (5) - COK Ilhas Cook (6) - MHL Ilhas Marshall (2) - SOL Ilhas Salomão (3) - ISV Ilhas Virgens Americanas (4) - IVB Ilhas Virgens Britânicas (3) - IND Índia (126) - INA Indonésia (28) - IRI Irã (65) - IRQ Iraque (4) - IRL Irlanda (116) - ISL Islândia (4) - ISR Israel (90) - ITA Itália (381) - JAM Jamaica (50) - JPN Japão (556) - JOR Jordânia (14) - KIR Kiribati (3) - KOS Kosovo (11) - KUW Kuwait (11) - LAO Laos (4) - LES Lesoto (2) - LAT Letônia (33) - LBN Líbano (6) - LBR Libéria (3) - LBA Líbia (4) - LIE Liechtenstein (5) - LTU Lituânia (42) - LUX Luxemburgo (12) - MKD Macedônia do Norte (8) - MAD Madagascar (6) - MAS Malásia (30) - MAW Malawi (5) - MDV Maldivas (4) - MLI Mali (4) - MLT Malta (6) - MAR Marrocos (48) - MRI Maurício (8) - MTN Mauritânia (2) - MEX México (164) - MYA Mianmar (2) - MOZ Moçambique (10) - MDA Moldávia (20) - MON Mônaco (6) - MGL Mongólia (43) - MNE Montenegro (33) - NAM Namíbia (11) - NRU Nauru (2) - NEP Nepal (5) - NCA Nicarágua (8) - NIG Níger (7) - NGR Nigéria (58) - NOR Noruega (85) - NZL Nova Zelândia (213) - OMA Omã (5) - NED Países Baixos (278) - PLW Palau (3) - PLE Palestina (5) - PAN Panamá (10) - PNG Papua-Nova Guiné (8) - PAK Paquistão (10) - PAR Paraguai (8) - PER Peru (35) - POL Polônia (210) - PUR Porto Rico (37) - POR Portugal (92) - KEN Quênia (85) - KGZ Quirguistão (17) - CAF República Centro-Africana (2) - CZE República Checa (115) - COD República Democrática do Congo (7) - DOM República Dominicana (63) - ROC (335) - ROU Romênia (101) - RWA Ruanda (6) - SAM Samoa (8) - ASA Samoa Americana (6) - SMR San Marino (5) - LCA Santa Lúcia (5) - SKN São Cristóvão e Neves (2) - STP São Tomé e Príncipe (3) - VIN São Vicente e Granadinas (3) - SEY Seicheles (5) - SEN Senegal (9) - SLE Serra Leoa (4) - SRB Sérvia (87) - SGP Singapura (23) - SYR Síria (6) - SOM Somália (2) - SRI Sri Lanka (9) - SUD Sudão (5) - SSD Sudão do Sul (2) - SWE Suécia (134) - SUI Suíça (107) - SUR Suriname (3) - THA Tailândia (41) - TPE Taipé Chinês (68) - TJK Tajiquistão (11) - TAN Tanzânia (3) - TLS Timor-Leste (3) - TOG Togo (4) - TGA Tonga (6) - TTO Trinidad e Tobago (23) - TUN Tunísia (63) - TKM Turcomenistão (9) - TUR Turquia (108) - TUV Tuvalu (2) - UKR Ucrânia (155) - UGA Uganda (25) - URU Uruguai (11) - UZB Uzbequistão (64) - VAN Vanuatu (3) - VEN Venezuela (44) - VIE Vietnã (18) - ZAM Zâmbia (26) - ZIM Zimbabwe (5) |

### Mascotes

Miraitowa e Someity

Foi se aberto um concurso para a escolha das mascotes e ambos deveriam contar com algum aspecto cultural do Japão. Durante o período da postulação, diversos personagens de anime foram escolhidos como embaixadores, sendo os mais notáveis: Doraemon, Pikachu e Goku. Quando Tóquio se tornou oficialmente uma cidade-candidata, este papel foi assumido por Doraemon. Em 7 de Dezembro de 2017, o Comitê Organizador anunciou que seria um casal de mascotes, um para os Jogos Olímpicos e outro para os Jogos Paralímpicos. Diferentemente das ações realizadas para os Jogos Olímpicos de Verão de 2016, eles foram escolhidos apenas por estudantes da educação básica. Dos 2.042 inscritos, foram selecionados 3 finalistas: o primeiro par, eventualmente escolhido, foi o de dois robôs na estética "ichimatsu" (mais conhecidos como os robôs das séries de super sentai) cuja pintura tem o mesmo padrão quadriculado presente na logomarca dos Jogos. O segundo era inspirado no maneki neko, o gato da boa sorte, e uma raposa comumente vista em santuários xintoístas. O terceiro representava uma raposa e um cachorro com um laço de ouro nas costas. Os mascotes foram anunciados em 28 de Fevereiro de 2018. O designer Ryo Taniguchi desenvolveu dois super-heróis, nas cores azul e rosa, sendo caracterizados pela hospitalidade, com o azul baseado na cor azul (Konjō-iro) que simboliza a fidelidade, mascote dos Jogos Olímpicos, enquanto o baseado na cor rosa (Kōbai-iro) simboliza primavera, juventude e boa saúde, para os Jogos Paralímpicos. Em 22 de Julho de 2018 foram revelados os nomes dos mascotes: o azul se chama Miraitowa e o rosa Someity Miraitowa é a aglutinação das palavras "futuro" e "eternidade" em japonês. Segundo os criadores, o personagem tem um forte senso de justiça e um super poder que o torna capaz de se mover para qualquer lugar instantaneamente. A mascote das Paralimpíadas, Someity, teve o nome derivado de "Someiyoshino", a principal espécie de cerejeira japonesa e uma adaptação da frase em inglês “I'm so mighty” (eu sou poderoso). Descrita como calma, mas forte quando necessário, ela tem como principal característica a telecinese.

## Quadro de medalhas
País sede destacado
| Ordem                                                 | País               | Medalha de ouro | Medalha de prata | Medalha de bronze |       | Ordem por total |
| ----------------------------------------------------- | ------------------ | --------------- | ---------------- | ----------------- | ----- | --------------- |
| 1                                                     | USA Estados Unidos | 39              | 41               | 33                | 113   | 1               |
| 2                                                     | CHN China          | 38              | 32               | 18                | 88    | 2               |
| 3                                                     | JPN Japão          | 27              | 14               | 17                | 58    | 5               |
| 4                                                     | GBR Grã-Bretanha   | 22              | 21               | 22                | 65    | 4               |
| 5                                                     | ROC                | 20              | 28               | 23                | 71    | 3               |
| 6                                                     | AUS Austrália      | 17              | 7                | 22                | 46    | 6               |
| 7                                                     | NED Países Baixos  | 10              | 12               | 14                | 36    | 9               |
| 8                                                     | FRA França         | 10              | 12               | 11                | 33    | 10              |
| 9                                                     | GER Alemanha       | 10              | 11               | 16                | 37    | 8               |
| 10                                                    | ITA Itália         | 10              | 10               | 20                | 40    | 7               |
|                                                       |                    |                 |                  |                   |       |                 |
| 12                                                    | BRA Brasil         | 7               | 6                | 8                 | 21    | 12              |
|                                                       |                    |                 |                  |                   |       |                 |
| 56                                                    | POR Portugal       | 1               | 1                | 2                 | 4     | 47              |
| –                                                     | Outros países      | 129             | 143              | 196               | 468   | –               |
| TOTAL                                                 | TOTAL              | 340             | 338              | 402               | 1 080 | —               |
| Os demais países lusófonos não conquistaram medalhas. |                    |                 |                  |                   |       |                 |

### Destaques
- Pelo tiro com arco, a sul-coreana San An obteve 680 pontos, batendo o recorde no esporte que pertencia a ucraniana Lina Herasymenko, registrado nos Jogos Olímpicos de Verão de 1996. No remo, os franceses Hugo Boucheron e Matthieu Androdias fizeram o melhor tempo da história da competição com 6min10s45, porém foram superados pelos holandeses Melvin Twellaar e Stef Broenink com 6min08s38.[75]

- No futebol feminino, os Países Baixos fizeram a maior goleada da história das olimpíadas num jogo contra a Zâmbia com um placar de 10 a 3 na estreia.[76] Este placar, porém, não é o de maior diferença de gols do vencedor para o perdedor na história olímpica. Este recorde ainda pertence à goleada de 8 a 0 da Alemanha sobre a China nos Jogos de 2004.[77]

- No skate street, os primeiros medalhistas da competição estreante foram os atletas Yuto Horigome, Kelvin Hoefler e Jagger Eaton pela categoria masculina.[78] Momiji Nishiya, Rayssa Leal e Funa Nakayama são as primeiras medalhistas pelo feminino. Rayssa, com a idade de 13 anos, tornou-se a medalhista olímpica mais jovem do Brasil, superando Rosângela Santos.[79] Como Momiji Nishiya e Funa Nakayama tem 13 e 16 anos, respectivamente, este pódio foi o de menor idade da história dos Jogos Olímpicos.

- A delegação de Turcomenistão conquistou a primeira medalha da história desta nação. Coube à levantadora de peso Polina Guryeva, que logrou uma medalha de prata, esse feito.[80]

- As delegações da Filipinas e de Bermudas ganharam suas primeiras medalhas de ouro na história dos Jogos Olímpicos através da atleta de levantamento de peso Hidilyn Diaz na categoria até 50kg e de Flora Duffy no triatlo.[81][82]

- No surfe, na categoria masculina, os primeiros medalhistas foram Ítalo Ferreira, Kanoa Igarashi e Owen Wright e pelo feminino foram Carissa Moore, Bianca Buitendag e Amuro Tsuzuki.[83] No entanto, a semifinal masculina virou alvo de controvérsias por parte de telespectadores e especialistas esportivos brasileiros e do próprio Gabriel Medina devido a uma nota dada ao japonês Kanoa Igarashi em uma das manobras na água, já que o adversário teria tocado na prancha e tirado 9.33, superando a nota de Medina que era de 9.00 pontos e teria feito a mesma manobra sem ter tocado na prancha.[84][85] O diretor técnico do surfe, Erik Krammer, negou qualquer tipo de fraude na rodada.[86]

- Supostas denúncias de favorecimento a adversários, principalmente do Japão, começaram a circular nas redes sociais, sobretudo em rodadas decisivas do judô, boxe, surfe e skate. Além disso, a expulsão de Douglas Luiz aos 13 minutos de jogo no primeiro tempo contra a Costa do Marfim também foi questionada.[87]

- A ginástica nessa edição ficou marcada pela desistência de Simone Biles, que decidiu focar em sua saúde mental, além de ter feito performances razoáveis. O tema passou a ser discutido frequentemente em vários esportes.[88]

- Rebeca Andrade se torna a primeira ginasta brasileira a conquistar duas medalhas em uma mesma edição das olimpíadas, sendo uma prata no individual geral e o ouro nos saltos.[89]

- A neerlandesa Sifan Hassan pegou uma queda durante a prova classificatória dos 1500m rasos no atletismo e surpreendeu ao conseguir terminar a prova em primeiro lugar.[90]

- No Skate Park, as primeiras medalhistas na categoria feminina foram Sakura Yosozumi, Kokona Hiraki e Sky Brown.[91] No masculino, os primeiros medalhistas foram Keegan Palmer, Pedro Barros e Cory Juneau.[92]

- A medalhista de prata no arremesso de peso Raven Saunders realizou um gesto usando os dois braços em forma de x, significando o encontro de todas as pessoas oprimidas. Tal ato foi visto como motivação política pelo COI, que proibiu qualquer tipo de manifestação durante a cerimônia do pódio, passando a investigar a atleta e estudar uma punição.[93]

- Quinn se torna a primeira medalhista transsexual da história dos Jogos Olímpicos após a inédita vitória do Canadá no futebol feminino.[94]

- O italiano Gianmarco Tamberi e o catariano Mutaz Essa Barshim decidiram dividir a medalha de ouro no salto em altura, após ambos empatarem com 2m37 na prova e errarem na primeira tentativa na rodada de desempate. Durante a premiação, a bandeira dos dois países foram hasteadas juntas no pódio e também houve a execução dos dois hinos. A medalha de bronze ficou com o bielorrusso Maskim Nedasekau. Apenas nos Jogos Olímpicos de Verão de 1912 chegou a ter uma divisão da medalha de ouro, através dos atletas Jim Thorpe dos Estados Unidos e Ferdinand Bie da Noruega no pentatlo.[95]

## Direitos de transmissão

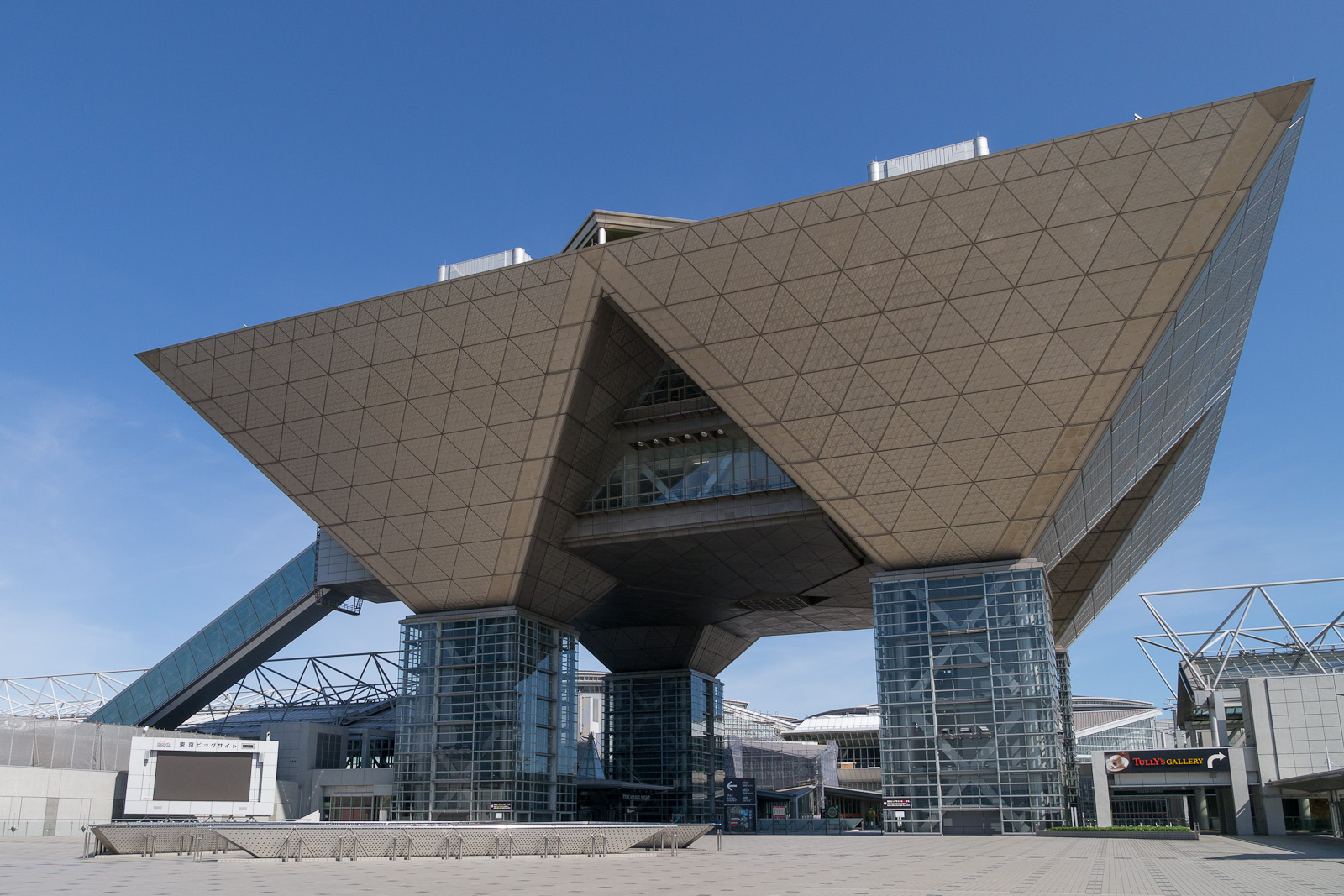
A Torre de Conferência Big Sight de Tóquio que foi usada como o complexo de imprensa

Nos Estados Unidos, os Jogos Olímpicos de Verão de 2020 serão novamente transmitidos pela NBC. Como parte de um acordo de 4,38 bilhões de dólares, que começou nos Jogos Olímpicos de Inverno de 2014 e irá até os Jogos Olímpicos de Verão de 2032. A entidade também fez uma versão do mesmo acordo para os direitos de televisão para o Brasil, no qual os Jogos terão transmissão exclusiva pelo Grupo Globo, como parte de um acordo que será vigente também até os Jogos Olímpicos de Verão de 2032. No dia 4 de outubro de 2019, o Grupo Bandeirantes de Comunicação anuncia a aquisição dos direitos das transmissões das olimpíadas de Tóquio, porém através de um acordo de sub-licenciamento. A cobertura, no entanto, será realizada pelo canal de televisão por assinatura BandSports.
Na Europa, estes serão os primeiros Jogos Olímpicos de Verão sob o recém criado acordo de direitos exclusivos pan-europeus do COI com a Discovery Communications, que se iniciou nos Jogos Olímpicos de Inverno de 2018. Este acordo irá cobrir quase toda a área da União Europeia de Radiodifusão, excluindo: Alemanha, Espanha, França, Itália, Reino Unido e a Rússia. A Discovery terá a cobertura de sub-licença para canais em sinal aberto em cada território. No Reino Unido, estes serão os últimos Jogos cujos direitos são integralmente pertencentes a BBC, embora, exista um acordo de sub-licenciamento que foi estendido Jogos Olímpicos de Inverno de 2022 e aos Jogos Olímpicos de Verão de 2024, a Discovery detém os direitos de televisão paga exclusivamente para estes Jogos.

## Controvérsias

### Suborno e corrupção
Em janeiro de 2016, a segunda parte de um relatório da Comissão da Agência Mundial Antidopagem (WADA) sobre corrupção incluiu uma nota de rodapé detalhando uma conversa entre Khalil Diack, filho da antiga Associação Internacional das Federações de Atletismo (IAAF) Presidente Lamine Diack e funcionários turcos do Istambul. Em julho e outubro de 2013 (antes e depois da premiação dos Jogos), Tóquio fez dois pagamentos bancários, totalizando uma empresa sediada em Cingapura conhecida como Black Tidings. A empresa está ligada a Papa Massata Diack, filho de Lamine Diack, que trabalhou como consultor de marketing para a IAAF, e está sendo perseguido pelas autoridades francesas sob alegações de suborno, corrupção e lavagem de dinheiro. Em 19 de março de 2019, a Takeda renunciou ao JOC. Em novembro de 2019, foi relatado que os documentos contábeis do comitê olímpico de Tóquio, detalhando mais de 900 milhões de ienes.

### Identidade visual

Logótipo do Teatro de Liège

O primeiro logotipo dos Jogos foi apresentado pelo Comitê Organizador numa cerimônia em Tóquio em julho de 2015. Criada pelo designer gráfico Kenjiro Sato, segundo os organizadores ela "refletia a natureza vibrante da cidade assim como o espírito acolhedor de seus habitantes". Algumas acusações de plágio, porém, surgiram após a apresentação, especialmente do artista belga Olivier Debie, que afirmou que o desenho teria sido "plagiado" de uma criação anterior sua para o Teatro de Liége, na Bélgica, em 2013. Centrado numa grande letra "T" e com um círculo vermelho representando um coração batendo e similar à bandeira japonesa, o trabalho acabou sendo publicamente rejeitado em setembro, juntamente com as denúncias de possível plágio, pelo diretor-geral do Comitê Organizador, Toshio Muto, que anunciou que um novo projeto estava sendo desenvolvido.
Em 24 de novembro de 2015, o Comitê Organizador, criou uma comissão para o novo projeto gráfico para os Jogos e um novo concurso foi aberto para todos os cidadãos japoneses residentes no país com mais de 18 anos, com a data limite de envio até 7 de dezembro do mesmo ano. O ganhador iria receber a quantia de um milhão de ienes, juntamente com os primeiros ingressos para as cerimônias de abertura e encerramento dos Jogos Olímpicos e Paralímpicos Tóquio 2020. Em 8 de abril de 2016, uma nova lista de logótipos para os Jogos Olímpicos e Paralímpicos foram revelados pela Comissão de Seleção;
Os novos logotipos dos Jogos Olímpicos e Paralímpicos de Tóquio 2020 foram revelados em 25 de abril de 2016; desenhados por Asao Tokolo. Os dois assumem as formas de um anel em um padrão de xadrez com a cor índigo. Os desenhos "expressam a refinada elegância e sofisticação que representam o Japão".

Logotipo oficial rejeitado dos Jogos Olímpicos de Verão de 2020
Logotipo oficial rejeitado dos Jogos Paralímpicos de Verão de 2020.
Logotipo oficial dos Jogos Olímpicos de Verão de 2020
Logotipo oficial dos Jogos Paralímpicos de Verão de 2020.

### Impactos da pandemia de COVID-19
Em 1 de dezembro de 2019, na cidade de Wuhan na China surgiu uma doença, até então sem nome, ligada a um grupo de vendedores ambulantes que trabalhavam no Mercado de Frutos do Mar de Huanan. Neste mercado também eram vendidos diversos tipos de animais vivos.
Nas investigações por parte de cientistas chineses, foi isolado o novo coronavírus. No dia 5 de fevereiro de 2020, os primeiros casos fora da China foram confirmados, sendo que o Japão confirmou 10 novos casos, aumentando o número total para 33 casos, advindos de um navio de cruzeiros que estava perto do Porto de Yokohama. Existiam mais de 3500 pessoas para fazer os testes relacionados a esta doença No entanto, o número de casos de japoneses infectados pela doença foi aumentando de uma forma muito rápida dentro de um outro navio, o Diamond Princess, culminando na confirmação da primeira morte no país no dia 13 de fevereiro de 2020. No mesmo dia, também foi confirmada a morte de uma mulher com idade aproximada de 80 anos, em um dos subúrbios de Tóquio, além da confirmação de dois taxistas infectados. O aumento repentino no número de casos, levou a grande número de eventos com grande aglomeração de pessoas a serem imediatamente cancelados no país. Com a repercussão internacional dos casos da doença, o candidato a prefeito de Londres, Shaun Bailey, argumentou que Londres seria uma boa opção para sediar os Jogos Olímpicos de 2020, caso acontecesse uma eventual desistência japonesa. Contrariada, a governadora de Tóquio, Yuriko Koike criticou o comentário de Bailey, sob a alegação de ser "inapropriado". Mesmo assim, com crescentes boatos de cancelamento e de um eventual adiamento dos jogos devido a pandemia, as datas previstas para os Jogos foram mantidas.
Alguns dias mais tarde em 12 de março, aconteceu conforme o planejado pelas autoridades gregas a cerimônia de acendimento da tocha olímpica nas ruínas do Templo de Hera, em Olímpia, na Grécia. Porém, ao contrário dos anos anteriores, o público de diversas partes do mundo não estava presente devido a proibição da realização de eventos com grande público no país. Cabe ressaltar, que esta foi apenas a segunda vez na história em que apenas as autoridades e um grupo reduzido de jornalistas estavam no local. Até então apenas a cerimonia relativa aos Jogos Olímpicos de Verão de 1984, havia sido realizada desta forma, como resultado de uma desavença entre o Comitê Olímpico Grego e as autoridades americanas Com isso, a parte grega do revezamento aconteceria por uma semana até o dia 19 de março, quando a cerimônia da entrega aconteceu no Estádio Panatenaico em Atenas. O roteiro elaborado pelo Comitê Olímpico Grego estipulava que a perna local visitasse 15 prefeituras no país e parasse em 31 cidades, o que não aconteceu, devido as restrições estipuladas pela pandemia de coronavírus. O cancelamento da parte grega se deu como consequência da aglomeração de pessoas causada pela presença do ator Gerard Butler que foi um dos portadores da tocha, quando ela estava passando pelas ruínas de Esparta.
Em 20 de março de 2020, a Confederação dos Esportes e Comitê Olímpico e Paralímpico Norueguês enviou uma carta ao Comitê Olímpico Internacional solicitando o adiamento dos Jogos Olímpicos para 2021, já que existe a possibilidade que até lá a pandemia esteja controlada. Pedidos de adiamento também vieram dos Comitês Olímpicos Nacionais da Espanha e da Itália, sob as alegações de que os seus atletas não estariam em condições de competir em igualdade com os de outros países. Outros pedidos também vieram do Brasil, além das Federações de Atletismo e Natação dos Estados Unidos. Dois dias mais tarde foi a vez do Comitê Olímpico Canadense (COC) anunciar que caso os Jogos Olímpicos fossem realizados em suas datas iniciais, o país iria boicotar o evento. Também no mesmo dia foi revelado que o Comitê Olímpico da Austrália (AUSOC) estava adiantando a preparação de atletas para o evento em 2021 No mesmo dia, a Associação Olímpica Britânica também anunciou que também boicotaria os Jogos, sob os mesmos argumentos dos canadenses. A pressão também veio por parte de diversos Comitês Paralímpicos Nacionais como foi o caso do Comitê Paralímpico Brasileiro que enviou uma solicitação do adiamento dos jogos para o Comitê Paralímpico Internacional (IPC).
Na noite de 23 de março de 2020, o membro mais antigo do COI, o advogado canadense Dick Pound, revelou de forma informal que a decisão sobre o adiamento dos Jogos, já havia sido tomada. Na manhã do 24 de março, por meio de um comunicado oficial expedido de forma conjunta pelo COI e pelo primeiro-ministro japonês, Shinzō Abe, que os Jogos Olímpicos de Verão de 2020 estavam sendo adiados para no máximo o verão de 2021. Abe alegou que acabou cedendo a pressão internacional e comunicou a decisão ao presidente do COI, o alemão Thomas Bach em uma videoconferência, a Bach, coube apenas acatar a decisão. Quanto ao nome do evento, ele não sofrerá nenhuma alteração, sob os termos dos contratos de patrocínio assinados tanto pela organização do evento quanto o COI. Por coincidência, os Jogos Olímpicos de Verão de 1940 também aconteceriam em Tóquio, mas devido a tensão antes da Segunda Guerra Mundial entre Japão e China através de uma luta armada entre os dois países, os jogos foram transferidos para Helsinque na Finlândia, até serem cancelados.
Em 21 de janeiro de 2021, uma reportagem do jornal britânico The Times, teria dito que o governo japonês pretendia abrir mão da realização dos Jogos Olímpicos e Paralímpicos em julho por conta da alta no número de casos da COVID-19 e que estaria pensando em se candidatar para sediar os jogos em 2032. Em uma pesquisa recente divulgada pela emissora NHK, 77% da população japonesa defende um novo adiamento ou cancelamento dos Jogos Olímpicos e Paralímpicos, enquanto que apenas 16% da população defende a realização dos jogos.
Após a publicação da reportagem do The Times, o membro brasileiro do COI, Bernard Rajzman, disse que na pauta da reunião do dia 22 não está nenhuma decisão de cancelamento das Olimpíadas e sim da forma que elas serão realizadas em julho. Ele também disse que as Olimpíadas acontecerão "de qualquer jeito". Mais cedo, em entrevista ao jornal Kyodo News, o presidente do COI Thomas Bach disse que "não há um plano B". Também não foram descartadas a ideia das competições acontecerem sem a presença do público. Em carta aberta na reunião com os 206 Comités Olímpicos Nacionais (CONs), o presidente Yusuhiro Yamashita garante a realização das Olimpíadas, seguindo todos os protocolos de segurança necessários.
Em 2 de fevereiro de 2021, o então presidente do Comitê Organizador Tóquio 2020, Yoshiro Mori, disse que as olimpíadas irão acontecer "independentemente do cenário da Pandemia", como uma tentativa de encerrar os boatos sobre o cancelamento dos jogos, previstos para julho. A declaração foi dada no mesmo dia que o governo japonês prorrogou o estado de emergência em Tóquio e em dez cidades japonesas. O primeiro ministro do Japão, Yoshihide Suga, afirmou que o governo pretende vacinar a população em meados de fevereiro. Em 14 de fevereiro, o Japão aprova o uso emergencial da vacina Tozinameran, da Pfizer com a BioNTech. No dia 17, é iniciada a campanha de vacinação, sendo o último país desenvolvido a começar a vacinar sua população contra a COVID-19, começando com os profissionais de saúde, seguindo com idosos de 65 anos ou mais.
Em 11 de março de 2021, Thomas Bach afirmou que a China ofereceu vacinas para todos os atletas e organizadores, tanto dos Jogos Olímpicos e Paralímpicos de 2021, quanto para os Jogos Olímpicos e Paralímpicos de Inverno de 2022, em Pequim, capital chinesa. As doses, não informadas, estariam disponíveis até o dia 7 de abril, que é comemorado o Dia Mundial da Saúde. Países como a Coreia do Sul também deram início a vacinação com atletas.
Em 17 de maio de 2021, sob mais oposição a realização dos jogos, a Associação de Praticantes Médicos de Tóquio lançou uma petição em carta aberta data no dia 14 de maio, pressionando o governo japonês a cancelar as olimpíadas, reunindo mais de 350 mil assinaturas em esfera global. Outras pressões também vieram por meio de empresários japoneses, pedindo o cancelamento. Apesar do crescente movimento contrário a realização das olimpíadas, o COI anunciou no dia 22, que os jogos acontecerão, mesmo que Tóquio entre em estado de emergência.
Em 26 de maio de 2021, o jornal japonês e principal patrocinador dos Jogos Olímpicos, o periódico Asahi Shimbun, publicou um editorial pedindo o cancelamento da realização dos jogos após o crescimento de movimentos de oposição e pela preocupação quanto ao número de casos de COVID-19 pelo mundo. O líder do sindicato dos médicos do Japão, Naoto Ueyama, anunciou em entrevista no dia 27, que a realização dos jogos, mesmo em estado de emergência, poderia ocasionar num surgimento de uma nova variante do SARS-CoV-2, chamada de variante olímpica, já que o evento costuma reunir mais de 200 milhões de pessoas. Até então, existem quatro linhagens responsáveis pelo maior número de infecções em curso, sendo elas a B.1.1.7 (originada no Reino Unido), 501.V2 (originada na África do Sul), P.1 (originada no Brasil) e B.1.617 (originada na Índia).

### Declarações polêmicas de organizadores
Durante uma reunião no dia 3 de fevereiro de 2021, o então presidente do Comitê Organizador Yoshiro Mori, disse que as mulheres competem em reuniões para falar mais e que são irritantes. Ele também teria dito que tem oito mulheres no Comitê Organizador, mas que "elas sabem ficar no seu lugar". A fala foi registrada pelo jornal japonês Asahi Shimbun e gerou grande repercussão negativa por órgãos internacionais e dos principais patrocinadores dos jogos de Tóquio, sendo eles da Toyota e Panasonic. No dia 11 de fevereiro, a TV japonesa NHK informou que Mori pediu renúncia do cargo de presidente, após a fala polêmica na reunião do dia 3, sendo confirmado pelo Comitê Olímpico Internacional e pelo então ministro no dia 12 em uma coletiva de imprensa. Com a renúncia de Mori, um dos nomes mais cotados pela sua sucessão na presidência é a da Ministra dos Jogos Olímpicos de Tóquio e medalhista olímpica Seiko Hashimoto. A escolha da ex-ciclista e ex-patinadora, seria uma resposta as falas machistas de Mori, segundo a organização.
Em 18 de fevereiro, Seiko aceita o convite e é confirmada como a nova presidente do Comitê Organizador dos Jogos Olímpicos e Paralímpicos de Tóquio. Ela concorria com o ex-presidente da Associação Japonesa de Futebol, Saburo Kawabuchi.
Em 17 de março de 2021, novamente a organização dos jogos é alvo de polêmicas. Desta vez, o diretor-executivo de criação dos Jogos Olímpicos e Paralímpicos de Tóquio, Hiroshi Sasaki, anunciou renuncia do cargo após um comentário polêmico sobre a famosa atriz e humorista japonesa Naomi Watanabe. De acordo com a revista Shūkan Bunshun, o diretor teria proposto uma ideia de que a atriz desceria do céu durante a cerimônia de abertura vestida de porco, além de mostrar a língua. A ideia seria fazer um trocadilho com a palavra "Olympics", que seria satirizada como "Olympig". O comentário gerou um mal estar entre a organização dos jogos.
Em 26 de maio, o assessor do primeiro-ministro Yoshihide Suga, Yoichi Takahashi, pediu demissão após zombar de movimentos contrários a realização das olimpíadas. Em uma postagem no Twitter, no dia 8, o professor comparou o crescimento de casos de COVID-19 no Japão a "uma ondulação".
Na véspera da cerimônia oficial de abertura, no dia 22 de julho de 2021, o Comitê Organizador dos Jogos Olímpicos e Paralímpicos de Tóquio anunciou a demissão do diretor artístico Kentaro Kobayashi, após ser divulgado pela mídia local um vídeo de 1998 do diretor em um programa de televisão fazendo piada com o holocausto, além de ridicularizar apresentadores infantis. Três dias antes, o compositor de uma das canções de abertura Keigo Oyamada, pediu demissão por admitir que fez piada envolvendo deficientes físicos quando ainda era estudante.

### Problemas com o simbolismo japonês
O governo da Coreia do Sul pediu ao Comitê Olímpico Internacional, para banir a Bandeira do Sol Nascente,um dos principais símbolos nacionais do país, sob a alegação de que ela é o símbolo do passado imperialista do Japão. Os sul-coreanos estavam argumentando que a bandeira é o equivalente asiático a suástica.
Novamente, autoridades sul-coreanas contestaram o mapa do revezamento da tocha no site oficial dos Jogos, que mostrava os Rochedos de Liancourt, que pertence ao mar territorial da Coreia do Sul. As reclamações também vieram por parte das autoridades russas, com a exibição no mesmo mapa das Ilhas Kurilas, território perdido pelo Japão no final da Segunda Guerra Mundial, desde então pertencente ao Oblast de Sacalina.

### Preocupações com o clima
Durante o processo de candidatura a cidade minimizou as suas condições climáticas durante o período escolhido para os Jogos "Com muitos dias de clima ameno e ensolarado, esse período fornece um clima ideal para os atletas terem o melhor desempenho". No entanto, se esperava que Tóquio 2020 fosse a Olimpíada mais quente de todos os tempos, superando as temperaturas registradas durante os Jogos Olímpicos de Verão de 2004, realizados em Atenas e os Jogos Olímpicos de Verão de 1992, realizados em Barcelona. Segundo cientistas, as altas temperaturas seriam registradas, devido as ilhas de calor urbano registradas na cidade e também pelas mudanças climáticas somadas ao fato do Japão ser um país de clima temperado.
Em outubro de 2019, o Comitê Olímpico Internacional anunciou que existiam planos para a transferência das provas da marcha atlética e da maratona para a cidade de Sapporo, localizada a mais de 800 quilômetros ao norte de Tóquio, em uma tentativa de evitar o calor. A cidade está localizada em uma das zonas que anualmente registram as maiores quantidades de neve do mundo a cada ano e também foi a primeira cidade do país a sediar os Jogos Olímpicos de Inverno em 1972. Contrariado com a decisão, o governo metropolitano de Tóquio se opôs fortemente à decisão do COI, sugerindo que a maratona tivesse a largada marcada para as 5h da manhã, enquanto os cidadãos de Tóquio ficaram bravos com a decisão, os habitantes de Sapporo estavam comemorando. Em outubro de 2019, o deputado japonês, Shigefumi Matsuzawa, enviou uma carta pública para o COI, sob a alegação de que o Kasumigaseki Golf Club, também teria condições extremas de calor durante o período dos Jogos. O local está localizado a apenas 50km de Tóquio. Na carta, Matsuzawa também pedia a transferência do local para a ilha de Hokkaido para evitar a situação.
A preocupação com as temperaturas dentro dos locais de competição foi evidente. Um exemplo claro disto foi o projeto do Novo Estádio Nacional de Tóquio que foi construído sem ar-condicionado. Todavia, a área coberta do estádio atinge todas as cadeiras.

### Qualidade da água
Uma das reclamações mais constrangedoras foi a da qualidade da água localizada na jarda de Odaiba, local das provas de triatlo. Em testes prévios aos eventos-testes foram registradas quantidades altíssimas de coliformes fecais.
Em 17 de agosto de 2019, uma das provas da Copa do Mundo de Triatlo que estava marcada para a região foi cancelada, devido a uma alta concentração de bactérias Escherichia coli na água. No mesmo mês alguns triatletas que competiram no evento mundial de revezamento misto de triatlo no parque reclamaram do mau cheiro da água, dizendo que "cheirava a um banheiro". Os cientistas também pediram aos organizadores olímpicos que abandonassem o local. No mesmo mês, reclamações também vieram dos atletas que estavam competindo em uma das etapas da Copa do Mundo de Maratona Aquática também realizada na região, encabeçados pelo campeão olímpico Oussama Mellouli expressaram suas preocupações com a temperatura, o odor e a clareza da água. A temperatura da água durante o evento foi de 30,9 °C (87,6 °F), quase dentro da faixa aceitável para competições oficiais da FINA: 16–31 °C (61–88 °F).
Em dezembro de 2019, a treinadora da equipe olímpica de águas abertas dos Estados Unidos, Catherine Kase, e a Associação Americana de Treinadores de Natação (ASCA) pediram de forma formal a transferência das provas de maratona aquática para "águas mais tranquilas". No pedido existe a alegação de que os atletas "não estão se sentindo confortáveis em Odaiba", a equipe americana pediu ainda um "plano B" para organizadores. Segundo alguns membros da equipe, as reclamações não foram ouvidas por parte dos organizadores.

### Presença de amianto nos locais de competição
Em 2017, altos índices de amianto, uma substância proibida em diversos países do mundo, foram registrados no teto do Centro Internacional de Natação de Tatsumi, que servirá como sede secundária dos torneios de polo aquático. Logo em seguida, o Governo Metropolitano de Tóquio minimizou a situação, argumentando que uma pequena quantidade do material foi queimada durante um dos testes de segurança contra incêndios no teto da arena da natação, situada ao lado. Porém, em 2019, quantidades maiores do material foram registradas e os organizadores decidiram tomar medidas de segurança no local.

### Direitos trabalhistas
Em 2017, foi registrado o suicídio de um operário que trabalhava na construção do novo estádio olímpico. Segundo os investigadores da polícia de Tóquio, a principal causa seria o excesso de trabalho na construção do estádio Os registros trabalhistas do homem de 23 anos, que era encarregado do controle de qualidade dos materiais em um dos canteiro de obras do estádio registraram 211 horas e 56 minutos de horas extras em um mês antes de se matar em março. No final de setembro, os fiscais do trabalho, encontraram excesso de horas extras ilegais em trabalhadores de 40 empresas contratadas, em 18 destas existiam funcionários com horas extras registradas que passavam de mais de 80 horas mensais, e vários deles excedendo 150 horas. De acordo com um relatório da International and Wood Workers (IBW) sobre segurança do trabalhador, existe a argumentação de que tanto tempo de trabalho pode causar "padrões perigosos". Os fiscais ainda encontraram casos de trabalho por 28 dias consecutivos, além de diversos imigrantes ilegais trabalhando nas obras. Durante o processo de investigação, foram colhidos diversos relatos de que os estrangeiros foram coagidos a não denunciar as condições extremas de trabalho, e que alguns deles foram forçados a comprar seu material de segurança pessoal.